# Kabinett Bayrou

Logo der Regierung Frankreichs mit dem Wahlspruch Liberté, Égalité, Fraternité

Das Kabinett Bayrou ist die seit dem 13. Dezember 2024 in Form des Premierministers und seit dem 23. Dezember 2024 vollständig amtierende Regierung der Französischen Republik unter Premierminister François Bayrou. Es ist die 46. Regierung der Fünften Französischen Republik und die siebte von Staatspräsident Emmanuel Macron ernannte Regierung. Vorgänger war das Kabinett Barnier. Emmanuel Macron ernannte François Bayrou als Nachfolger von Michel Barnier zum neuen Premierminister, nachdem die Nationalversammlung der Regierung Barnier am 4. Dezember 2024 das Misstrauen ausgesprochen hatte.

## Regierungsbildung
François Bayrou wurde am 13. Dezember 2024 vom französischen Staatspräsidenten Emmanuel Macron zum neuen Premierminister ernannt. Macron beauftragte Bayrou mit der Bildung einer Regierung. Am 23. Dezember ernannte Macron die von Bayrou vorgeschlagenen Minister, womit die Regierungsbildung vollendet war.

## Zusammensetzung
Die Regierung umfasst insgesamt 36 Mitglieder, neben dem Premierminister 14 selbständige Minister (davon vier mit dem Titel Staatsminister) und 21 Minister, die einem anderen Minister oder dem Premierminister beigeordnet sind. Anders als in den Vorgängerregierungen gibt es keine Staatssekretäre mehr. Mit Ausnahme des für die Beziehungen zum Parlament zuständigen Beigeordneten Ministers und der Regierungssprecherin nehmen die einem anderen Minister oder dem Premierminister beigeordneten Minister nur an Sitzungen des Ministerrates teil, sofern Angelegenheiten aus ihrem Zuständigkeitsbereich behandelt werden.
Von 35 Ministern waren 19 bereits Mitglieder des vorangegangenen Kabinetts Barnier, davon 14 mit identischer oder nahezu identischer Zuständigkeit. Weitere 8 Minister waren – ebenso wie Premierminister Bayrou selbst, der in den Regierungen der Premierminister Édouard Balladur und Alain Juppé und später zu Beginn der Präsidentschaft Macrons Minister war – in der Vergangenheit bereits Regierungsmitglieder, davon fünf während der Präsidentschaft Emmanuel Macrons und drei während der Präsidentschaft François Hollandes. Unter den neuen Ministern sind mit Manuel Valls und Élisabeth Borne zwei ehemalige Premierminister.
Parteipolitisch umfasst die Regierung Mitglieder der Parteien RE, MoDem, LR, HOR und einzelne Mitglieder kleinerer Parteien und Parteilose. Damit gehören die neuen Ministern zu denselben Parteien, die bereits im vorherigen Kabinett Barnier vertreten waren und deren Abgeordneten den erfolgreichen Misstrauensantrag gegen das vorangegangene Kabinett Barnier nicht unterstützt haben. Der Versuch Bayrous, einen Teil der bisherigen Opposition in die Regierung einzubinden, um ihr eine absolute Mehrheit in der Nationalversammlung zu verschaffen, ist damit gescheitert. Ebenso wie alle Regierungen seit der Parlamentswahl von Juni 2022 hat auch die Regierung Bayrou dort keine eigene Mehrheit.

### Premierminister
| Bild            | Name            | Funktion | Partei | Partei |
| --------------- | --------------- | --- | ------ | ------ |
| François Bayrou | François Bayrou | Premierminister, zugleich zuständig für ökologische und energiepolitische Planung Premier ministre, chargé de la planification écologique et énergétique |        | MoDem  |

### Staatsminister und Minister
| Bild | Name                   | Titel | Partei | Partei    |
| ---- | ---------------------- | --- | ------ | --------- |
|      | Élisabeth Borne        | Staatsministerin, Ministerin des nationalen Bildungswesens, des Hochschulunterrichts und der Forschung Ministre d’État, ministre de l’éducation nationale, de l’enseignement supérieur et de la recherche |        | RE        |
|      | Manuel Valls           | Staatsminister, Minister für die Überseegebiete Ministre d’État, ministre des outre-mer |        | RE        |
|      | Gérald Darmanin        | Staatsminister, Siegelbewahrer, Minister der Justiz Ministre d’État, garde des sceaux, ministre de la justice                                                                                             |        | RE        |
|      | Bruno Retailleau       | Staatsminister, Minister des Innern Ministre d’État, ministre de l’intérieur |        | LR        |
|      | Catherine Vautrin      | Ministerin für Arbeit, Gesundheit, Solidarität und Familien Ministre du travail, de la santé, des solidarités et des familles                                                                             |        | RE        |
|      | Éric Lombard           | Minister für Wirtschaft, Finanzen und industrielle und digitale Souveränität Ministre de l’économie, des finances et de la souveraineté industrielle et numérique                                         |        | parteilos |
|      | Sébastien Lecornu      | Minister der Streitkräfte Ministre des armées |        | RE        |
|      | Rachida Dati           | Ministerin für Kultur Ministre de la culture |        | parteilos |
|      | François Rebsamen      | Minister für Raumplanung und Dezentralisierung Ministre de l’aménagement du territoire et de la décentralisation                                                                                          |        | FP        |
|      | Jean-Noël Barrot       | Minister für Europa und Äußeres Ministre de l’Europe et des affaires étrangères |        | MoDem     |
|      | Agnès Pannier-Runacher | Ministerin für die ökologische Wende, die Biodiversität, den Wald, das Meer und die Fischerei Ministre de la transition écologique, de la biodiversité, de la forêt, de la mer et de la pêche             |        | RE        |
|      | Annie Genevard         | Ministerin für Landwirtschaft und Ernährungssouveränität Ministre de l’agriculture et de la souveraineté alimentaire                                                                                      |        | LR        |
|      | Laurent Marcangeli     | Minister für das öffentliche Handeln, den öffentlichen Dienst und die Vereinfachung Ministre de l’action publique, de la fonction publique et de la simplification                                        |        | HOR       |
|      | Marie Barsacq          | Ministerin für Sport, Jugend und Vereinsleben Ministre des sports, de la jeunesse et de la vie associative                                                                                                |        | parteilos |

### Beigeordnete Minister
| Bild | Name                        | Titel | Übergeordneter Minister | Partei    |
| ---- | --------------------------- | --- | --- | --------- |
|      | Patrick Mignola             | Beigeordneter Minister zuständig für die Beziehungen zum Parlament Ministre délégué chargé des relations avec le Parlement | Premierminister Premier ministre | MoDem     |
|      | Sophie Primas               | Beigeordnete Ministerin, Regierungssprecherin Ministre déléguée, porte-parole du Gouvernement | Premierminister Premier ministre | LR        |
|      | Aurore Bergé                | Beigeordnete Ministerin zuständig für die Gleichheit von Frauen und Männern und den Kampf gegen Diskriminierungen Ministre déléguée chargée de l’égalité entre les femmes et les hommes et de la lutte contre les discriminations                                    | Premierminister Premier ministre | RE        |
|      | Philippe Baptiste           | Minister zuständig für Hochschulunterrichts und Forschung Ministre chargé de l’enseignement supérieur et de la recherche | Staatsministerin, Ministerin des nationalen Bildungswesens, des Hochschulunterrichts und der Forschung Ministre d’État, ministre de l’éducation nationale, de l’enseignement supérieur et de la recherche | parteilos |
|      | François-Noël Buffet        | Minister Ministre | Staatsminister, Minister des Innern Ministre d’État, ministre de l’intérieur | LR        |
|      | Astrid Panosyan-Bouvet      | Ministerin zuständig für Arbeit und Beschäftigung Ministre chargée du travail et de l’emploi | Ministerin für Arbeit, Gesundheit, Solidarität und Familien Ministre du travail, de la santé, des solidarités et des familles                                                                             | RE        |
|      | Yannick Neuder              | Minister zuständig für Gesundheit und den Zugang zur medizinischen Versorgung Ministre chargé de la santé et de l’accès aux soins | Ministerin für Arbeit, Gesundheit, Solidarität und Familien Ministre du travail, de la santé, des solidarités et des familles                                                                             | LR        |
|      | Charlotte Parmentier-Lecocq | Beigeordnete Ministerin zuständig für Selbständigkeit und Behinderung Ministre déléguée chargée de l’autonomie et du handicap | Ministerin für Arbeit, Gesundheit, Solidarität und Familien Ministre du travail, de la santé, des solidarités et des familles                                                                             | HOR       |
|      | Amélie de Montchalin        | Ministerin zuständig für die öffentlichen Finanzen Ministre chargée des comptes publics | Minister für Wirtschaft, Finanzen und industrielle und digitale Souveränität Ministre de l’économie, des finances et de la souveraineté industrielle et numérique                                         | RE        |
|      | Marc Ferracci               | Minister zuständig für Industrie und Energie Ministre chargé de l’industrie et de l’énergie | Minister für Wirtschaft, Finanzen und industrielle und digitale Souveränität Ministre de l’économie, des finances et de la souveraineté industrielle et numérique                                         | RE        |
|      | Véronique Louwagie          | Beigeordnete Ministerin zuständig für Handel, Handwerk, kleine und mittlere Unternehmen und die soziale und solidarische Wirtschaft Ministre déléguée chargée du commerce, de l’artisanat, des petites et moyennes entreprises et de l’économie sociale et solidaire | Minister für Wirtschaft, Finanzen und industrielle und digitale Souveränität Ministre de l’économie, des finances et de la souveraineté industrielle et numérique                                         | LR        |
|      | Clara Chappaz               | Beigeordnete Ministerin zuständig für künstliche Intelligenz und Digitales Ministre déléguée chargée de l’intelligence artificielle et du numérique | Minister für Wirtschaft, Finanzen und industrielle und digitale Souveränität Ministre de l’économie, des finances et de la souveraineté industrielle et numérique                                         | parteilos |
|      | Nathalie Delattre           | Beigeordnete Ministerin zuständig für Tourismus Ministre déléguée chargée du tourisme | Minister für Wirtschaft, Finanzen und industrielle und digitale Souveränität Ministre de l’économie, des finances et de la souveraineté industrielle et numérique                                         | PRV       |
|      | Patricia Mirallès           | Beigeordnete Ministerin zuständig für das Gedenken und die Veteranen Ministre déléguée chargée de la mémoire et des anciens combattants | Minister der Streitkräfte Ministre des armées | RE        |
|      | Valérie Létard              | Ministerin zuständig für Wohnungswesen Ministre chargée du logement | Minister für Raumplanung und Dezentralisierung Ministre de l’aménagement du territoire et de la décentralisation                                                                                          | UDI       |
|      | Philippe Tabarot            | Minister zuständig für Verkehr Ministre chargé des transports | Minister für Raumplanung und Dezentralisierung Ministre de l’aménagement du territoire et de la décentralisation                                                                                          | LR        |
|      | Françoise Gatel             | Beigeordnete Ministerin zuständig für den ländlichen Raum Ministre déléguée chargée de la ruralité | Minister für Raumplanung und Dezentralisierung Ministre de l’aménagement du territoire et de la décentralisation                                                                                          | UDI       |
|      | Juliette Méadel             | Beigeordnete Ministerin zuständig für die Stadt Ministre déléguée chargée de la ville | Minister für Raumplanung und Dezentralisierung Ministre de l’aménagement du territoire et de la décentralisation                                                                                          |           |
|      | Benjamin Haddad             | Beigeordneter Minister zuständig für Europa Ministre délégué chargé de l’Europe | Minister für Europa und Äußeres Ministre de l’Europe et des affaires étrangères | RE        |
|      | Laurent Saint-Martin        | Beigeordneter Minister zuständig für den Außenhandel und die Franzosen im Ausland Ministre délégué chargé du commerce extérieur et des Français de l’étranger | Minister für Europa und Äußeres Ministre de l’Europe et des affaires étrangères | RE        |
|      | Thani Mohamed Soilihi       | Beigeordneter Minister zuständig für die Francophonie und die internationalen Partnerschaften Ministre délégué chargé de la francophonie et des partenariats internationaux                                                                                          | Minister für Europa und Äußeres Ministre de l’Europe et des affaires étrangères | RE        |